# كفر سليمان موسى
قرية كفر سليمان موسى هي إحدى القرى التابعة لمركز الزقازيق في محافظة الشرقية في جمهورية مصر العربية. حسب إحصاءات سنة 2006، بلغ إجمالي السكان في كفر سليمان موسى 2589 نسمة، منهم 1400 رجل و1189 امرأة.